# Fort Tourette-Fort La Maune
Fort Tourette-Fort La Manne fut un comptoir français du XVIIe siècle situé dans le Pays d'en Haut de la Nouvelle-France. 
En 1683, Daniel Greysolon du Lhut établit, par ordre du gouverneur Joseph-Antoine Le Febvre de La Barre, sur la rive nord-est du lac Nipigon, un comptoir pour le commerce des fourrures appelé Fort Tourette en hommage à son frère Claude Greysolon de la Tourette. Dulhut dans une lettre parle de «la rivière à la Manne.»   «Maune» est une corruption du mot.
Une carte de Hubert Jaillot 1685 positionnait le fort dans la baie Ombabika au nord-est du lac Nipigon.
Ce comptoir, comme la plupart des postes de l'ouest, fut fermé en 1696 par ordre du roi, lorsque, à la suite d'un surplus de castors, le système de congés établi en 1681 fut aboli. Ce poste de traite rouvrit au XVIIIe siècle comme une dépendance du fort Kaministiquia et fut commandé en 1742 par l'officier Jean Baptiste Nicolas Roch de Ramezay. Le comptoir resta actif jusqu’à la fin du régime français.
Après le Traité de Paris de 1763, la zone devint britannique et la compagnie de la baie d’Hudson a étendu sa zone de commerce au lac Nipigon.